# وولفگانگ مگر
وولفگانگ مگر (انگلیسی: Wolfgang Mager؛ زادهٔ ۲۴ اوت ۱۹۵۲) قایقران روئینگ اهل آلمان شرقی بود.